# Selección femenina de hockey sobre hierba de Corea del Sur

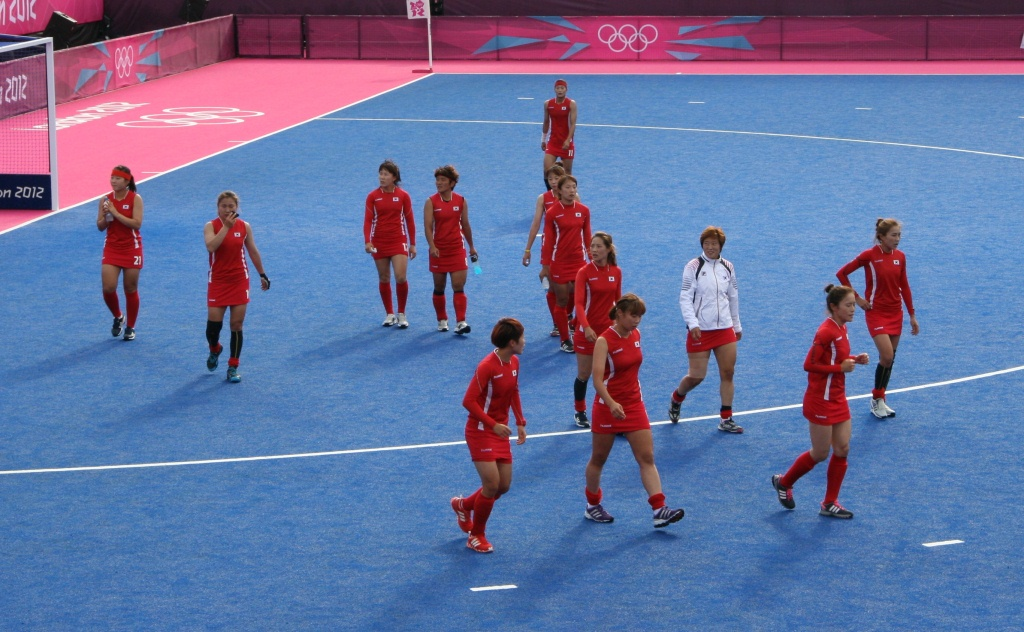
Selección de hockey sobre hierba de Corea del Sur en los Juegos Olímpicos de Londres 2012

La selección femenina de hockey sobre hierba de Corea del Sur es el equipo de hockey sobre hierba que representa a Corea del Sur en los campeonatos de selecciones femeninas.
Ha logrado la medalla de plata en los Juegos Olímpicos de 1988 y 1996, y el bronce en la Copa Mundial de 1990. En el Champions Trophy fue oro en 1989, plata en 1995, bronce en 1987 y cuarta en 1993, 1997 y 2011. El equipo obtuvo el octavo puesto en la Liga Mundial de 2012/13 y 2014/15.
Corea del Sur logró el oro en los Juegos Asiáticos de 1986, 1990, 1994 y 1998, y la plata en 1989, 2002 y 2010.

## Resultados

### Juegos Olímpicos
- Seúl 1988 - Plata
- Barcelona 1992 - 4.º puesto
- Atlanta 1996 - Plata
- Sídney 2000 - 9.º puesto
- Atenas 2004 - 7.º puesto
- Pekín 2008 - 9.º puesto
- Londres 2012 - 8.º puesto

### Copa Mundial
- Sídney 1990 - Bronce
- Dublín 1994 - 5.º puesto
- Utrecht 1998 - 5.º puesto
- Perth 2002 - 6.º puesto
- Madrid 2006 - 9.º puesto
- Rosario 2010 - 6.º puesto
- La Haya 2014 - 7.º puesto

### Champions Trophy
- Amstelveen 1987 - Bronce
- Fráncfort 1989 - Oro
- Berlín 1991 - 6.º puesto
- Amstelveen 1993 - 4.º puesto
- Mar del Plata 1995 - Plata
- Berlín 1997 - 4.º puesto
- Brisbane 1999 - 6.º puesto
- 2000-2002 - No participó
- Sídney 2003 - 6.º puesto
- Rosario 2004 - No participó
- Canberra 2005 - 6.º puesto
- 2006-2010 - No participó
- Ámsterdam 2011 - 4.º puesto
- Rosario 2012 - 7.º puesto
- Mendoza 2014 - No participó

### Champions Challenge
- Johannesburgo 2002: 2.º puesto
- Bakú 2007: 2.º puesto

### Liga Mundial
- 2012/14 – 8.º puesto
- 2014/15 – 8.º puesto